# اثنا عشري وجوه مضاعفة الثني

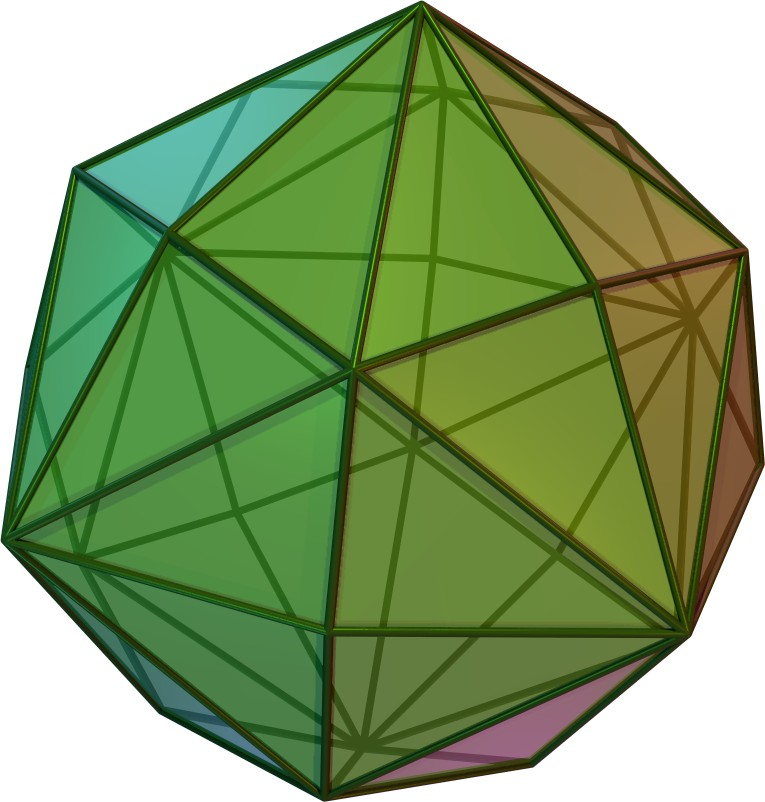
اثنا عشري وجوه مضاعفة الثني
(نموذج دَوَّار ونموذج ثلاثي الأبعاد)

في الهندسة، اثنا عشري وجوه مضاعفة الثني (بالإنجليزية: Disdyakis dodecahedron)، ويُعرف أيضًا باسم سداسي ثماني الوجوه أو سداسية الثمانية الأوجه في علم البلورات (بالإنجليزية: Hexoctahedron, Hexakis octahedron)، أو d48، هو مجسم كاتالان ذو 48 وجهًا وثِنْوِيّ للمجسم الأرخميدي المجسم المكعبي الثماني المبتور. على هذا النحو، فهو انتقالي الوجوه ولكن له مضلعات وجوهه غير منتظمة. إنه يشبه اثني عشري الوجوه المعينية مَزِيدًا. يؤدي استبدال هرم مسطح بكل وجه من وجوه اثني عشري الوجوه المعينية إلى ظهور متعدد أكناف كْلِي الخاص باثني عشري الوجوه المعينية، والذي يبدو تقريبًا مثل اثنا عشري الوجوه المضاعفة الثني، وهو مكافئ له طبولوجيًا. تشترك شبكة الهرم ذي القاعدة اثني عشرية الوجوه المعينية أيضًا في نفس الطبولوجيا.

## الملاحظات
1. ↑  وعلى الرغم من التشابه بينهما، لا تُشكِّل أي مجموعة فرعية من رؤوس اثنا عشري الوجوه المضاعفة الثني، وبالتالي فإن الأول ليس متعدد أكناف كْلي الخاص بالثاني. على سبيل المثال، رؤوس أحد هذه المعينات هي (a, 0, 0)، (0, a, 0)، (c, c, c)، (c, c, -c)، مع المنتصفين القُطريين (√2)×(a, a, 0) و(c, c, 0)، اللذين لا يتطابقان.